# Blakea costaricensis
Blakea costaricensis là một loài thực vật có hoa trong họ Mua. Loài này được Umaña & Almeda mô tả khoa học đầu tiên năm 1991.